# Молодая муза (литературная группа)
Молодая муза (укр. Молода муза) — литературная группа (объединение) украинских писателей, действовавшее во Львове в 1906—1909 годах. Возникло как звено общеевропейского движения за обновление литературы конца XIX — начала XX века.

## Описание сообщества
Сообщество существовало в 1906—1909 гг. во Львове. Печатным органом «Молодой музы» был журнал «Світ» (рус. Мир).
В числе основателей и лидеров были Богдан Лепкий, Пётр Карманский, Михаил Яцкив, Сидор Твердохлиб, Василий Пачовский, Остап Луцкий. Близки к «Молодой музе» были представители разных жанров и видов искусства, в том числе, Михаил Рудницкий, Станислав Людкевич, Иван Северин и другие.
В литературе «Молодая муза» ориентировалась на модернизм.
Члены «Молодой музы» провозглашали следующие художественные принципы:
1. Необходимость новых средств художественного анализа реальности.
2. Утрата веры в красоту, идеально-духовные основы личности, материализация тоски, поэтизация печали, страданий, боли, окрашенные традиционными мотивами фольклорно-поэтической тематики должны приобрести вселенское звучание.
3. «Младомузовцы» отрицали реализм и народнические традиции.
4. Обращение к новым темам, прежде всего, красоте, любви, печали, настроению самоубийства и тому подобное.
5. Культ поэзии как красоты, «искусство ради искусства», идеалы эстетизма.
6. Доминирование субъективного начала.
7. Стремление к обогащению поэтического языка, арсенала средств художественного изображения, избавление от принятых образцов-формул, творческое трансформирование достижений современных европейских течений.
8. Беззаботное творчество, молодёжное бунтарство.
9. Внедрение в украинскую литературу мотивов европейской сецессии.

Члены «Молодой музы» в своих произведениях часто обращались к мотивам античности, средневековья и восточной культуры, все что европеизировало украинскую культуру. Однако четких программных документов литературная группа так и не выработала.
Героем творчества «Младомузовцев» был типичный герой того времени — человек с особо чувствительным душевным характером, невротичный, вечно неудовлетворенный и недовольный собой и окружающим миром, человек слабый, пассивный, бегущий от проблем в придуманный им самим мир мечтаний и фантазий.
Будучи модернистами, члены «Молодой музы» подвергались критике со стороны литераторов старшего поколения.
«Молодая муза» была открытым объединением творцов, поэтому точное количество её участников не поддается учёту.
Местом творческих встреч членов «Молодой музы» было львовское кафе «Monopol».